# Micah Sterling
Micah Sterling (* 5. November 1784 in Lyme, Connecticut; † 11. April 1844 in Watertown, New York) war ein US-amerikanischer Jurist und Politiker. Zwischen 1821 und 1823 vertrat er den Bundesstaat New York im US-Repräsentantenhaus. Der Kongressabgeordnete Ansel Sterling war sein Bruder.

## Werdegang
Micah Sterling wurde ungefähr ein Jahr nach dem Ende des Unabhängigkeitskrieges in Lyme geboren. 1804 graduierte er am Yale College. Er studierte Jura an der Litchfield Law School. Seine Zulassung als Anwalt erhielt er 1809 und begann dann in Adams im Jefferson County zu praktizieren. Im selben Jahr zog er nach Watertown, wo er weiter seiner Tätigkeit als Anwalt nachging. Er hielt mehrere lokale Ämter. 1816 war er Kämmerer in der Village von Watertown. Er bekleidete den Posten als Direktor bei der Jefferson County Bank. Politisch gehörte er der Föderalistischen Partei an.
Bei den Kongresswahlen des Jahres 1820 für den 17. Kongress wurde Sterling im 18. Wahlbezirk von New York in das US-Repräsentantenhaus in Washington, D.C. gewählt, wo er am 4. März 1821 die Nachfolge von William Donnison Ford antrat. Er schied nach dem 3. März 1823 aus dem Kongress aus.
Nach seiner Kongresszeit ging er wieder seiner Tätigkeit als Anwalt nach. Zwischen 1836 und 1839 saß er im Senat von New York. Er verstarb am 11. April 1844 in Watertown und wurde dann auf dem Brookside Cemetery beigesetzt.